# Cmentarz Libocki
Cmentarz Libocki (czes. Libocký hřbitov) – zlikwidowany cmentarz położony w stolicy Czech w dzielnicy Praga 6 w dzielnicy Liboc.

## Historia
Nekropolię założono w 1842 po zamknięciu dla pochówków cmentarza przy kościele św. św. Fabiana i Sebastiana w Libocu. Pod koniec XIX wieku skończyły się wolne miejsca grzebalne i wówczas podjęto decyzję o zamknięciu i likwidacji cmentarza, nastąpiło to w 1902 po otwarciu Cmentarza Vokovickiego. Przeprowadzono wówczas masową ekshumację pochowanych i przeniesienie ich prochów na nowy cmentarz wraz z nagrobkami. Na terenie pocmentarnym została dawna kostnica, murowana postawa pozbawiona obecnie żeliwnego krzyża oraz kilka nagrobków lub ich elementów, które wrosły w drzewa.